# Grand Prix Wielkiej Brytanii 1965
Grand Prix Wielkiej Brytanii 1965 (oryg. RAC British Grand Prix) – 5. runda Mistrzostw Świata Formuły 1 w sezonie 1965, która odbyła się 10 lipca 1965, po raz 10. na torze Silverstone.
18. Grand Prix Wielkiej Brytanii, 16. zaliczane do Mistrzostw Świata Formuły 1.

## Klasyfikacja
| Legenda oznaczeń w tabelach wyników Wyświetl szablon na nowej stronie | Legenda oznaczeń w tabelach wyników Wyświetl szablon na nowej stronie                                                                     |
| Oznaczenie                                                            | Wyjaśnienie |
| --------------------------------------------------------------------- | --- |
| Złoty                                                                 | Zwycięzca lub mistrzostwo |
| Srebrny                                                               | 2. miejsce lub wicemistrzostwo |
| Brązowy                                                               | 3. miejsce lub II wicemistrzostwo |
| Zielony                                                               | Ukończył, punktował (w klasyfikacji generalnej, gdy zdobył co najmniej jeden punkt na przestrzeni sezonu, poza trzema powyższymi opcjami) |
| Niebieski                                                             | Ukończył, nie punktował (w klasyfikacji generalnej, gdy nie zdobył co najmniej jednego punktu na przestrzeni sezonu)                      |
| Czerwony                                                              | Nie zakwalifikował się (NZ) |
| Czerwony                                                              | Nie prekwalifikował się (NPK) |
| Różowy                                                                | Nie ukończył (NU) |
| Różowy                                                                | Niesklasyfikowany (NS) (w klasyfikacji generalnej, gdy nie został sklasyfikowany w żadnym wyścigu sezonu)                                 |
| Czarny                                                                | Zdyskwalifikowany (DK) |
| Czarny                                                                | Wykluczony (WYK/EX) |
| Biały                                                                 | Nie wystartował (NW) |
| Biały                                                                 | Kontuzjowany (K/INJ) |
| Biały                                                                 | Wyścig odwołany (OD/C) |
| Bez koloru                                                            | Został wycofany (WYC/WD) |
| Bez koloru                                                            | Nie przybył (NP/DNA) |
| Bez koloru                                                            | Nie brał udziału w treningach (NT/DNP) |
| Bez koloru                                                            | Nie został zgłoszony (–) |
| Pogrubienie                                                           | Start z pole position |
| Kursywa                                                               | Najszybsze okrążenie wyścigu |
| †                                                                     | Nie ukończył, ale jego rezultat został zaliczony ze względu na przejechanie więcej niż 90% dystansu wyścigu.                              |
| *                                                                     | Sezon w trakcie |
| 1/2/3                                                                 | Punktowana pozycja w sprincie kwalifikacyjnym                                                                                             |
| Lista systemów punktacji Formuły 1                                    | |

| Pos | No | Kierowca        | Konstruktor    | Okrążeń | Czas/powód NU | Poz. Start. | Punktów |
| --- | -- | --------------- | -------------- | ------- | ------------- | ----------- | ------- |
| 1   | 5  | Jim Clark       | Lotus-Climax   | 80      | 2:05:25.4     | 1           | 9       |
| 2   | 3  | Graham Hill     | BRM            | 80      | +3.2 sek.     | 2           | 6       |
| 3   | 1  | John Surtees    | Ferrari        | 80      | +27.6 sek.    | 5           | 4       |
| 4   | 6  | Mike Spence     | Lotus-Climax   | 80      | +39.6 sek.    | 6           | 3       |
| 5   | 4  | Jackie Stewart  | BRM            | 80      | +1:14.6       | 4           | 2       |
| 6   | 7  | Dan Gurney      | Brabham-Climax | 79      | +1 Lap        | 7           | 1       |
| 7   | 15 | Jo Bonnier      | Brabham-Climax | 79      | +1 Lap        | 14          |         |
| 8   | 17 | Frank Gardner   | Brabham-BRM    | 78      | +2 Okrążeń    | 13          |         |
| 9   | 16 | Jo Siffert      | Brabham-BRM    | 78      | +2 Okrążeń    | 18          |         |
| 10  | 9  | Bruce McLaren   | Cooper-Climax  | 77      | +3 Okrążeń    | 11          |         |
| 11  | 24 | Ian Raby        | Brabham-BRM    | 73      | +7 Okrążeń    | 20          |         |
| 12  | 12 | Masten Gregory  | BRM            | 70      | +10 Okrążeń   | 19          |         |
| 13  | 22 | Richard Attwood | Lotus-BRM      | 63      | +17 Okrążeń   | 16          |         |
| 14  | 10 | Jochen Rindt    | Cooper-Climax  | 62      | Silnik        | 12          |         |
| NU  | 23 | Innes Ireland   | Lotus-BRM      | 41      | Silnik        | 15          |         |
| NU  | 20 | John Rhodes     | Cooper-Climax  | 38      | Zapłon        | 21          |         |
| NU  | 18 | Bob Anderson    | Brabham-Climax | 33      | Skrz. biegów  | 17          |         |
| NU  | 14 | Denny Hulme     | Brabham-Climax | 29      | Alternator    | 10          |         |
| NU  | 11 | Richie Ginther  | Honda          | 26      | Wtrysk        | 3           |         |
| NU  | 2  | Lorenzo Bandini | Ferrari        | 2       | Silnik        | 9           |         |
| NW  | 8  | Jack Brabham    | Brabham-Climax | 0       |               | 8           |         |
| NZ  | 25 | Alan Rollinson  | Cooper-Ford    |         |               |             |         |
| NZ  | 26 | Brian Gubby     | Lotus-Climax   |         |               |             |         |